# Кубок Шотландії з футболу 1905—1906
Кубок Шотландії з футболу 1905–1906 — 33-й розіграш кубкового футбольного турніру у Шотландії. Титул вчетверте здобув Гарт оф Мідлотіан.

## Перший раунд
| Команда 1               | Рахунок | Команда 2                 |
| ----------------------- | ------- | ------------------------- |
| 27 січня 1906           |         |                           |
| Абердин (1)             | 3:0     | Данфермлін Атлетік (-)    |
| Ейрдріоніанс (1)        | 9:2     | Максвелтаун Волунтірс (-) |
| Арброт (-)              | 1:4     | Бонесс Юнайтед (-)        |
| Артурлі (2)             | 1:7     | Рейнджерс (1)             |
| Бейз (-)                | 2:0     | Інвернесс Тісл (-)        |
| Данді (1)               | 1:2     | Селтік (1)                |
| Фолкерк (1)             | 1:2     | Гіберніан (1)             |
| Форфар Атлетік (-)      | 0:4     | Квінз Парк (1)            |
| Гарт оф Мідлотіан (1)   | 4:1     | Нітсдейл Вондерерс (-)    |
| Кілмарнок (1)           | 2:1     | Клайд (2)                 |
| Літ Атлетік (2)         | 1:2     | Партік Тісл (1)           |
| Грінок Мортон (1)       | 4:3     | Лочгеллі Юнайтед (-)      |
| Мотервелл (1)           | 2:3     | Гамільтон Академікал (2)  |
| Порт-Глазго Атлетік (1) | 6:1     | Данблейн (-)              |
| Сент-Міррен (1)         | 7:2     | Блек Воч (-)              |
| Терд Ланарк (1)         | 5:0     | Ґалстон (-)               |

## Другий раунд
| Команда 1                     | Рахунок | Команда 2                |
| ----------------------------- | ------- | ------------------------ |
| 10 лютого 1906                |         |                          |
| Абердин (1)                   | 2:3     | Рейнджерс (1)            |
| Бейз (-)                      | 0:3     | Гарт оф Мідлотіан (1)    |
| Селтік (1)                    | 3:0     | Бонесс Юнайтед (-)       |
| Гіберніан (1)                 | 1:1     | Партік Тісл (1)          |
| Кілмарнок (1)                 | 2:2     | Порт-Глазго Атлетік (1)  |
| Квінз Парк (1)                | 1:2     | Ейрдріоніанс (1)         |
| Сент-Міррен (1)               | 3:1     | Грінок Мортон (1)        |
| Терд Ланарк (1)               | 2:2     | Гамільтон Академікал (2) |
| 17 лютого 1906 (догравання)   |         |                          |
| Гамільтон Академікал (2)      | 1:3     | Терд Ланарк (1)          |
| Партік Тісл (1)               | 1:1     | Гіберніан (1)            |
| Порт Глазго Атлетік (1)       | 0:0     | Кілмарнок (1)            |
| 24 лютого 1906 (перегравання) |         |                          |
| Гіберніан (1)                 | 2:1     | Партік Тісл (1)          |
| Порт-Глазго Атлетік (1)       | 0:0     | Кілмарнок (1)            |
| 3 березня 1906 (перегравання) |         |                          |
| Порт-Глазго Атлетік (1)       | 1:0     | Кілмарнок (1)            |

## Чвертьфінали
| Команда 1                     | Рахунок | Команда 2             |
| ----------------------------- | ------- | --------------------- |
| 24 лютого 1906                |         |                       |
| Ейрдріоніанс (1)              | 0:0     | Сент-Міррен (1)       |
| Селтік (1)                    | 1:2     | Гарт оф Мідлотіан (1) |
| 3 березня 1906 (перегравання) |         |                       |
| Сент-Міррен (1)               | 2:0     | Ейрдріоніанс (1)      |
| 10 березня 1906               |         |                       |
| Гіберніан (1)                 | 2:3     | Терд Ланарк (1)       |
| Порт-Глазго Атлетік (1)       | 1:0     | Рейнджерс (1)         |

## Півфінали
| Команда 1                     | Рахунок | Команда 2             |
| ----------------------------- | ------- | --------------------- |
| 31 березня 1906               |         |                       |
| Порт-Глазго Атлетік (1)       | 0:2     | Гарт оф Мідлотіан (1) |
| Сент-Міррен (1)               | 1:1     | Терд Ланарк (1)       |
| 14 квітня 1906 (перегравання) |         |                       |
| Терд Ланарк (1)               | 0:0     | Сент-Міррен (1)       |
| 21 квітня 1906 (перегравання) |         |                       |
| Терд Ланарк (1)               | 1:0     | Сент-Міррен (1)       |

## Фінал
| 28 квітня 1906 15:00 (CET) |

| Гарт оф Мідлотіан (1) | 1:0      | Терд Ланарк (1) |
| --------------------- | -------- | --------------- |
| Вілсон 81'            | Протокол |                 |

| Айброкс, Глазго Глядачів: 30 000 Арбітр: Маррей |